# جامعة شرق إفريقيا
جامعة شرق إفريقيا (بالإنجليزية: East Africa University) هي جامعة، تأسست في 1998، في الصومال. على يد ثلة من الأكادميين والوجهاء في منطقة بونتلاند الصومالية، وتُعتبر أول جامعة تأسست في المنطقة، وثاني جامعة تأسست في الصومال بعد الحرب الأهلية واختير الشيخ الدكتور عبد القادر محمد عبد الله (1949 - 2009) رئيسا للجامعة والشيخ الدكتور أحمد حاج عبد الرحمن (1958 - 2011) نائبا له، لفترة تزيد على تسعة أعوام حتى استقالا طوعا عام 2008. وسلّما الإدارة في 1 فبراير 2008

## الكليات
تضم الجامعة العديد من الكليات، أبرزها:
- الشريعة والدراسات الإسلامية
- التربية
- الإدارة العامة
- إدارة الأعمال
- علوم الحاسوب
- الطب
- علوم الصحة
- الاقتصاد
- القانون
- الهندسة
- الطب البيطري
- تطوير المجتمع

بالإضافة إلى الدراسات العليا

## الفروع
تملك جامعة شرق إفريقيا فروعا عديدة في العديد من المدن الصومالية أبرزها:
- بوصاصو
- قرضو
- جروي
- جالكعيو
- جلدغب
- بوهودلي
- بورتينلي
- عيرجابو[8]

## معرض صور

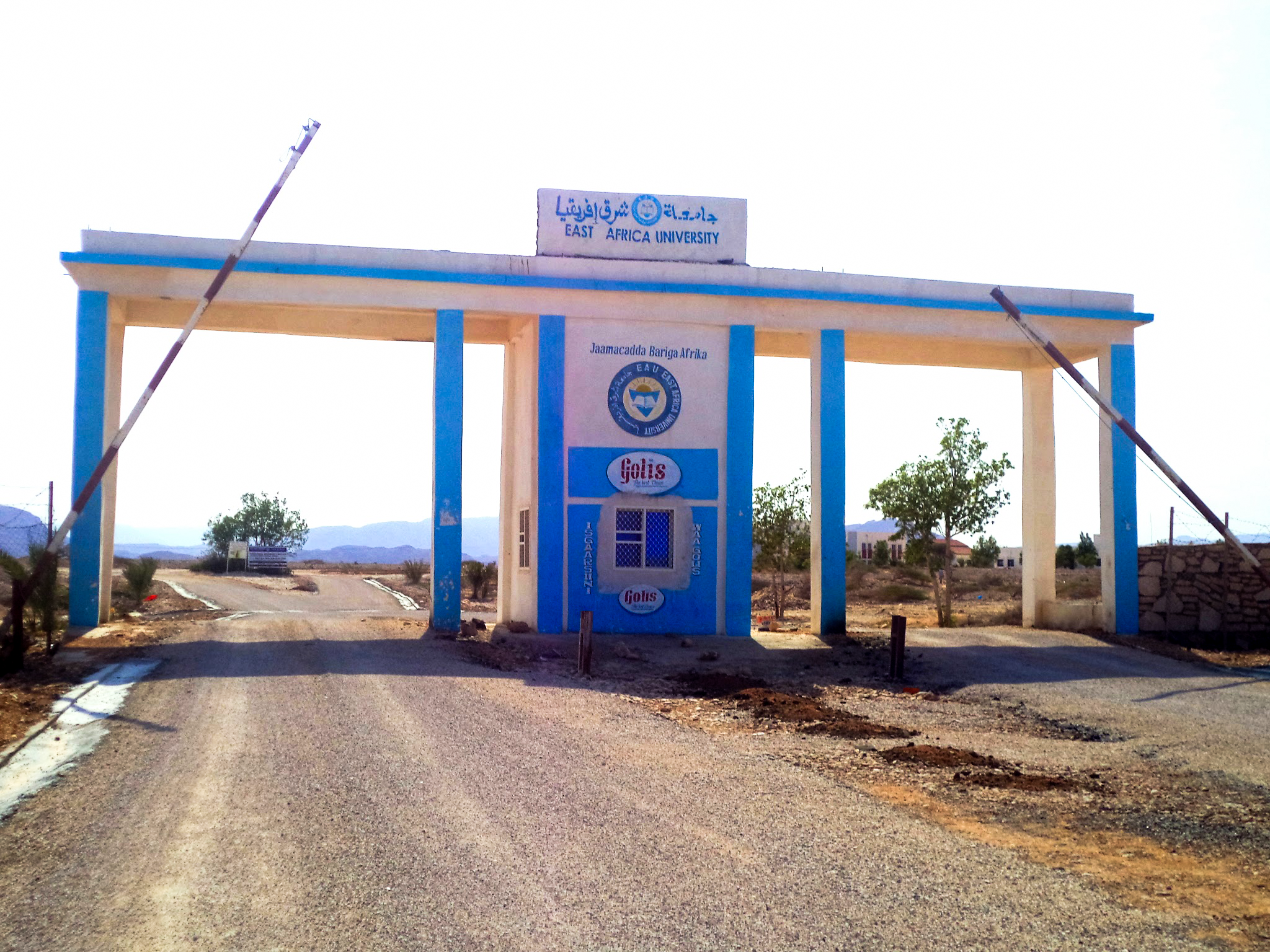
مدخل الحرم الجامعي للمقر الرئيسي في بوصاصو
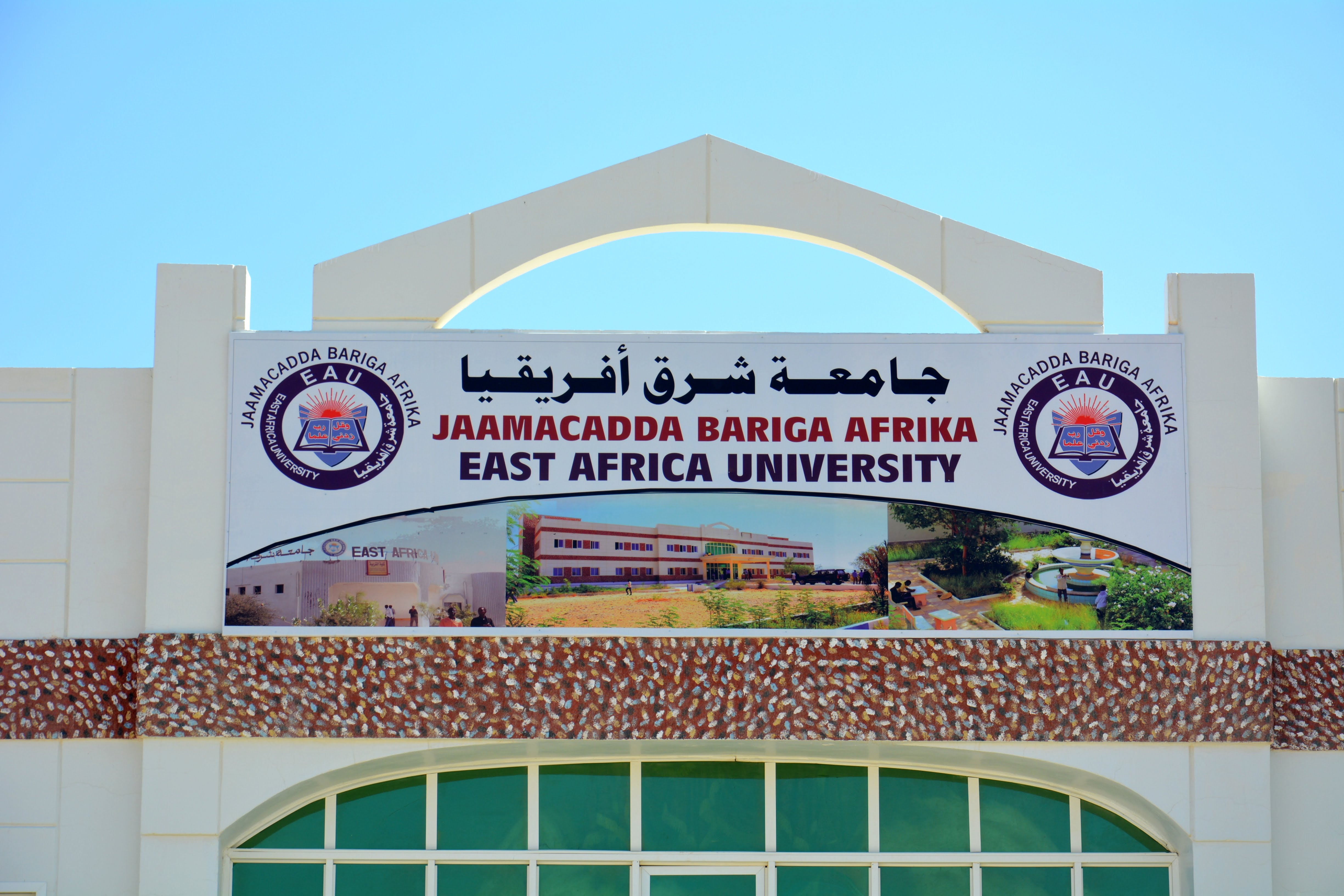
واجهة المبنى الإداري (مبنى د أحمد حاج عبد الرحمن)
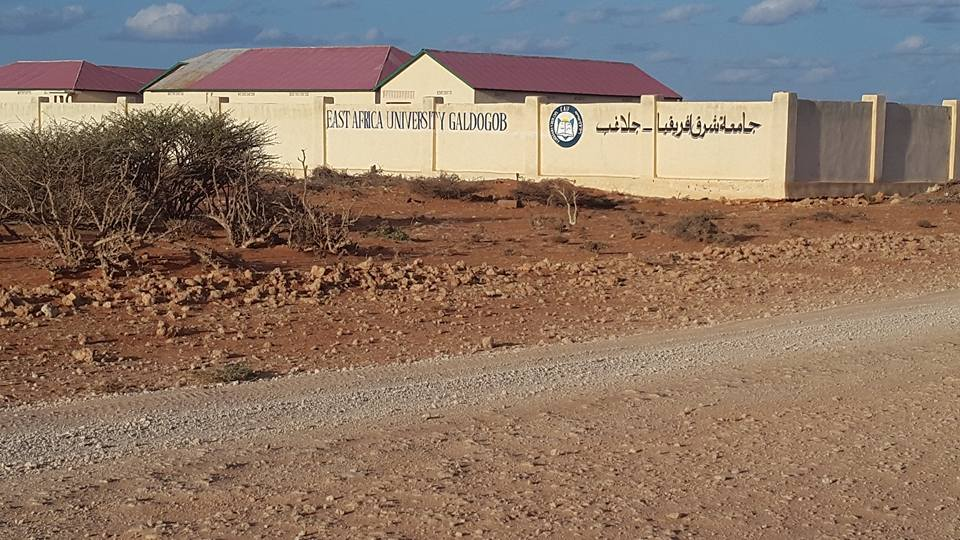
فرع الجامعة في مدينة جلدغب
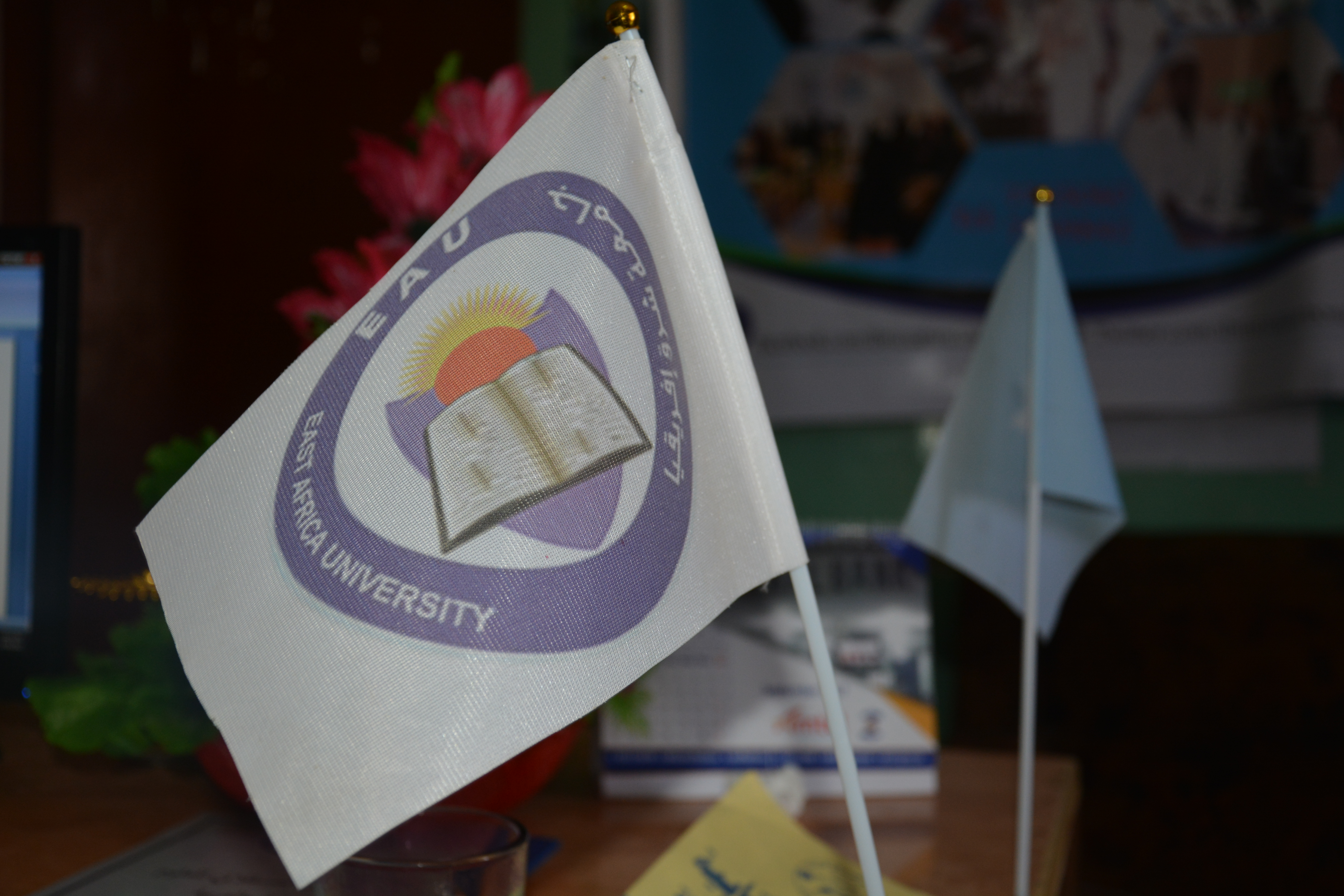
علم يحمل شعار الجامعة
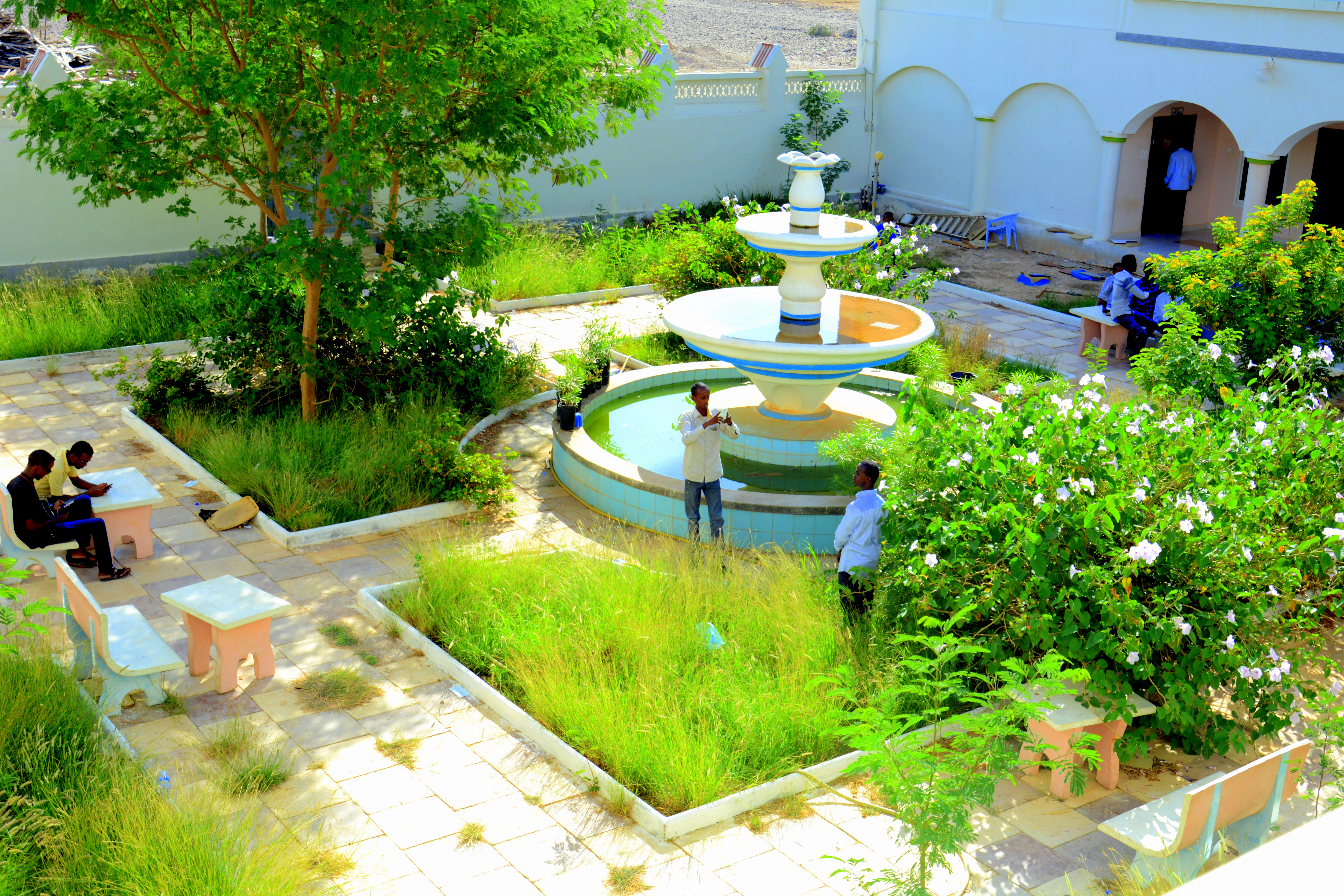
داخل المبنى الإداري للجامعة (مبنى د أحمد حاج عبد الرحمن)
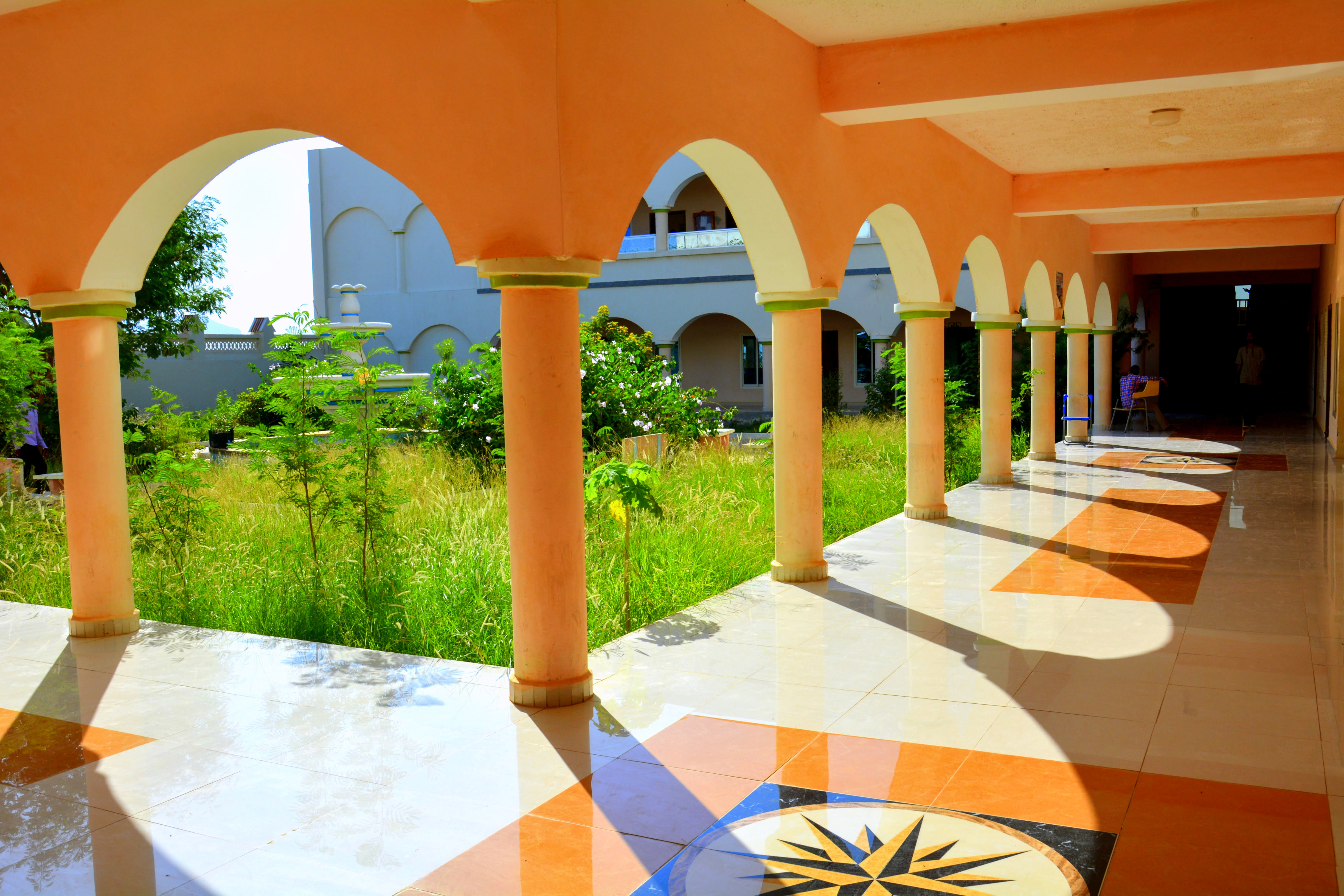
من داخل المبنى الإداري في الحرم الجامعي في بوصاصو
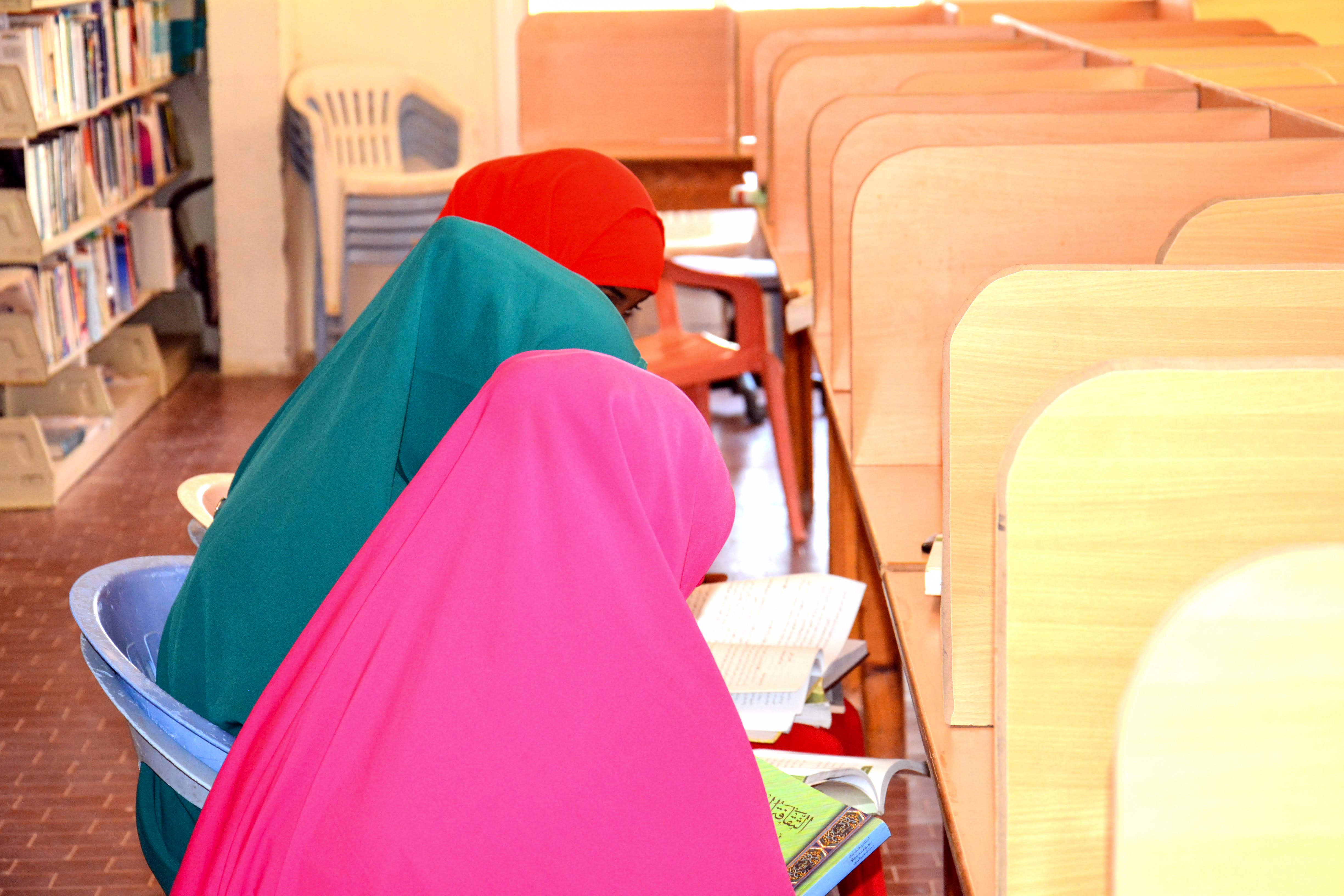
مكتبة جامعة شرق إفريقيا
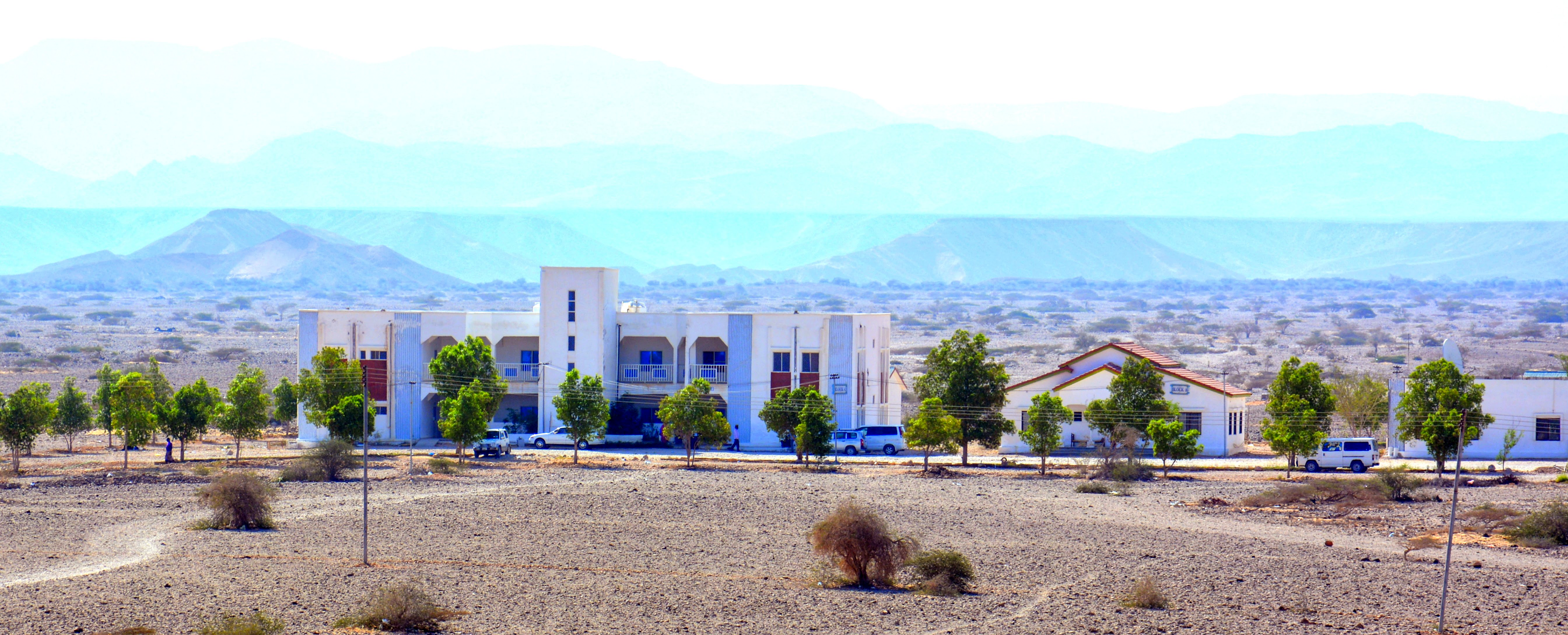
مستشفى المنهل التابع للجامعة داخل الحرم الجامعي في بوصاصو
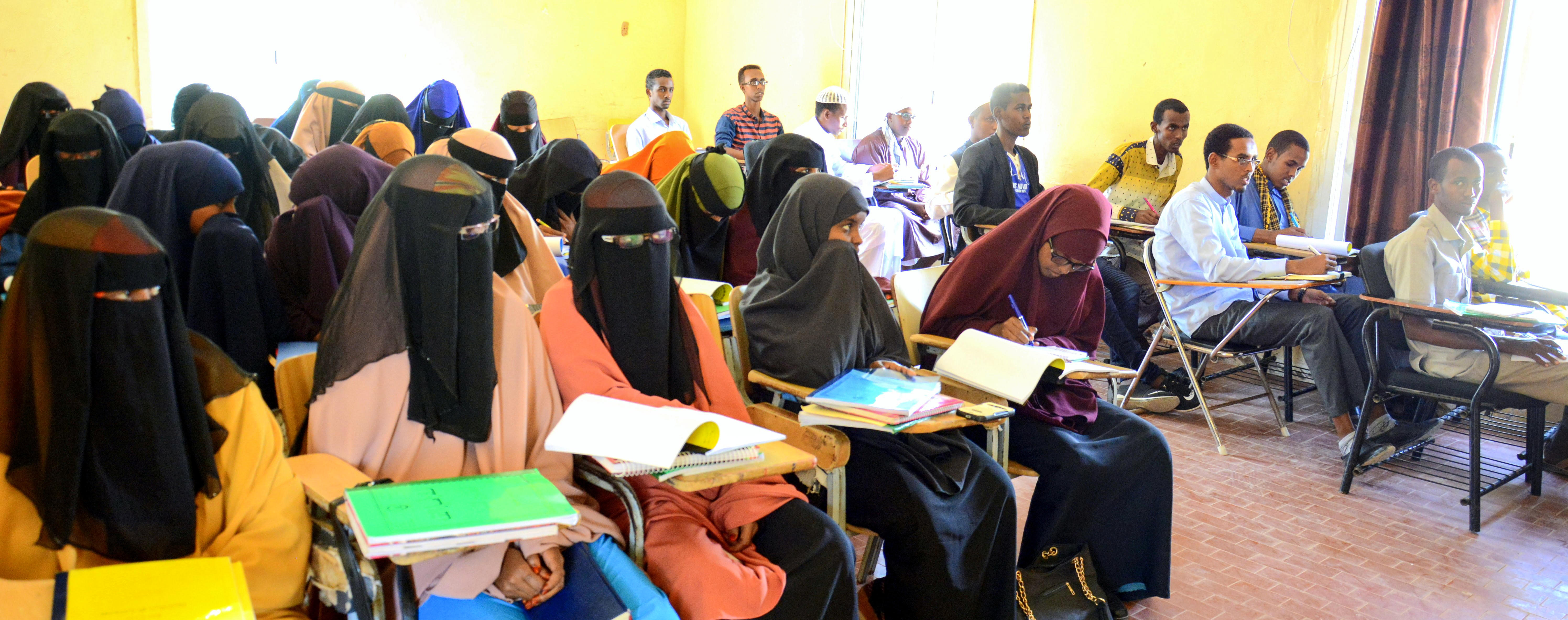
إحدى فصول كلية الشريعة بالجامعة
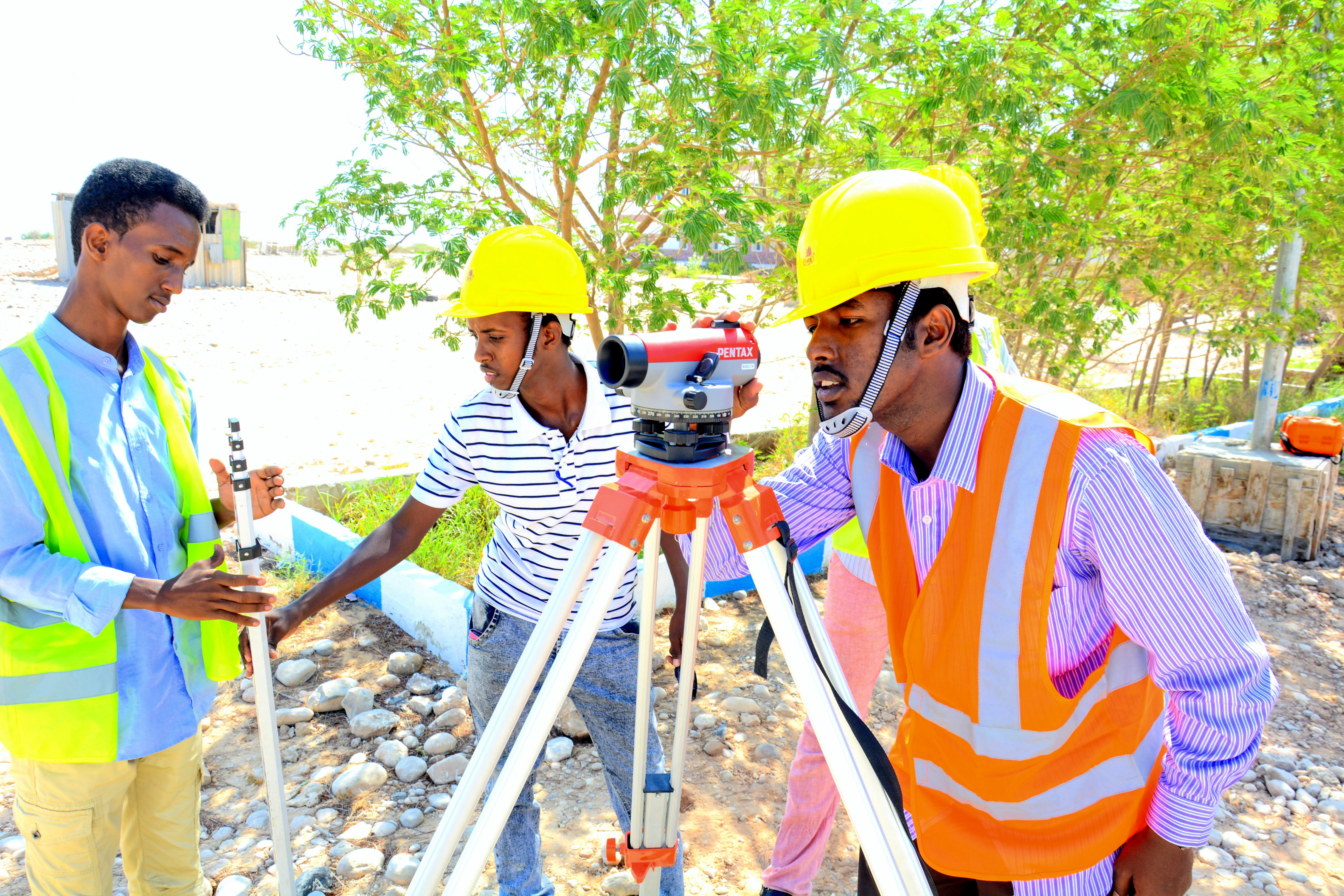
جانب من فعاليات طلبة الهندسة في الجامعة
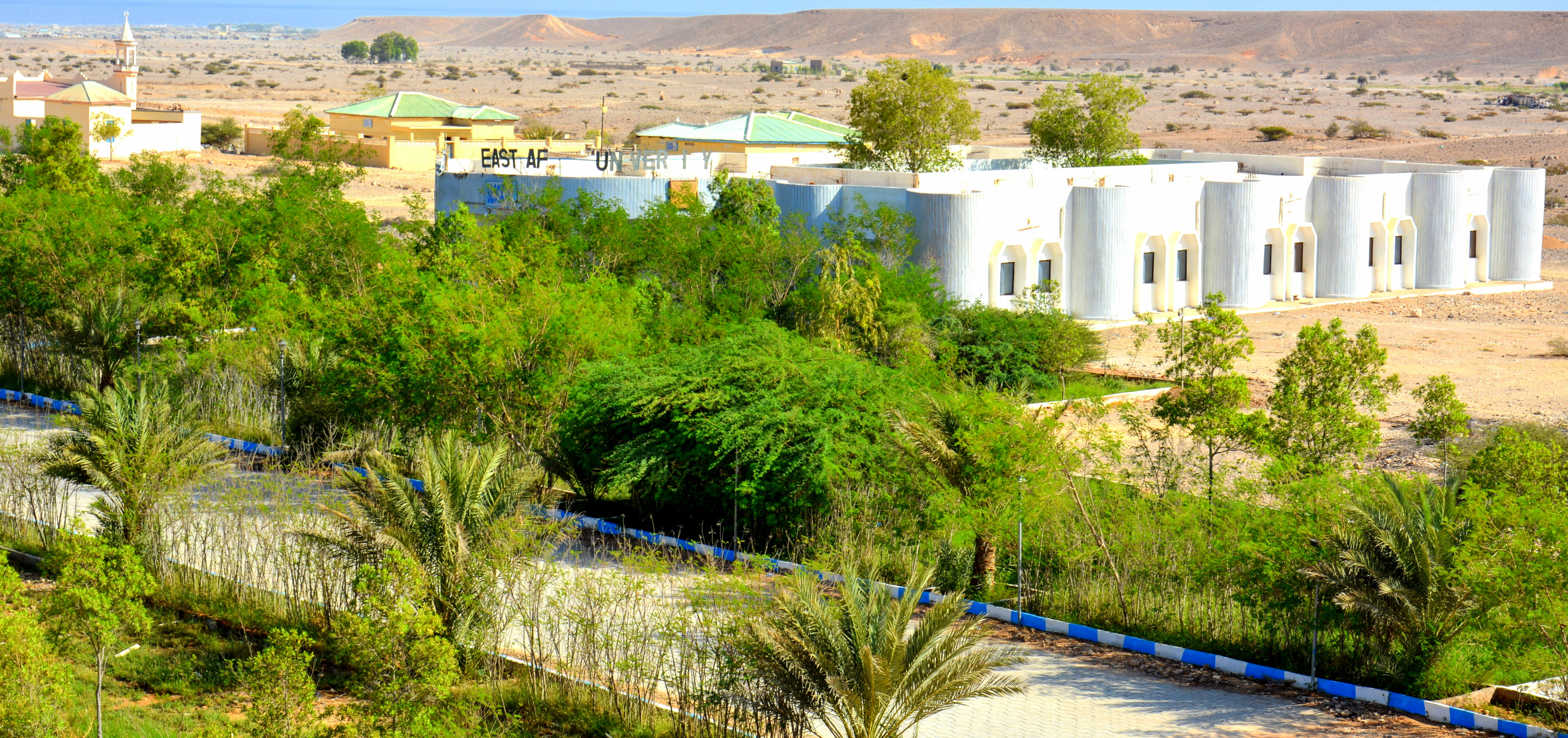
مبنى كلية التربية